# Musculus vastus intermedius
De musculus vastus intermedius of brede middenspier  is een spier aan de voorzijde van het dijbeen. Hij behoort samen met de musculus rectus femoris, de musculus vastus lateralis en de musculus vastus medialis tot de musculus quadriceps femoris. Deze vier spieren hebben een gezamenlijke aanhechting op de patella, waarna de pees als ligamentum patellae aanhecht op de tuberositas tibiae. De musculi vasti zijn alle drie monoarticulair (ze lopen alleen over het kniegewricht). Ze hebben het strekken van het onderbeen in het kniegewricht als functie.
De musculus vastus intermedius ligt onder de musculus rectus femoris en is daarom van buitenaf niet waarneembaar.